# Borki (gmina w województwie wołyńskim)
Borki – dawna gmina wiejska istniejąca do 1933 roku w woj. wołyńskim (obecnie na Ukrainie). Siedzibą gminy były Borki, a następnie Katerburg.
W okresie międzywojennym gmina Borki należała do powiatu krzemienieckiego w woj. wołyńskim. 1 października 1933 roku gmina została zniesiona; część jej obszaru włączono do gminy Dederkały a z części utworzono nowe gminy Katerburg i Uhorsk.